# Миоэпителиальная клетка
Миоэпителиа́льные кле́тки (иногда называемые миоэпите́лием) представляют собой клетки, обычно обнаруживаемые в железистом эпителии в виде тонкого слоя над базальной мембраной, но обычно под просве́тными клетками. Они могут быть положительными для альфа-актина гладких мышц и могут сокращаться и выделять секреты экзокринных желез. Они обнаружены в потовых, молочных, слезных и слюнных железах. Миоэпителиальные клетки в этих случаях составляют базальный клеточный слой эпителия, который содержит эпителиальный предшественник. В случае заживления ран миоэпителиальные клетки реактивно пролиферируют. Наличие миоэпителиальных клеток в гиперплазированной ткани свидетельствует о доброкачественности железы, а отсутствие указывает на рак. Только редкие виды рака, такие как аденоидно-кистозные карциномы, содержат миоэпителиальные клетки в качестве одного из злокачественных компонентов.
Клетки можно найти в энтодерме или эктодерме.

## Маркеры
Миоэпителиальные клетки являются настоящими эпителиальными клетками, положительными для кератина, не путать с миофибробластами, которые являются настоящими мезенхимальными клетками, положительными для виментина. Эти клетки, как правило, положительны в отношении альфа-актина гладких мышц (αSMA), цитокератина 5/6 и других высокомолекулярных цитокератинов, p63 и кальдесмона. Миоэпителиальные клетки имеют звездчатую форму и также известны как корзинчатые клетки. Они лежат между базальной мембраной и железистым эпителием. Каждая клетка состоит из клеточного тела, от которого расходятся 4-8 отростков, охватывающих секреторную единицу. Миоэпителиальные клетки обладают сократительной функцией. Они способствуют выведению секрета из просвета секреторных единиц и облегчают движение слюны по слюнным протокам.

## Другие виды рака, связанные с этим типом клеток

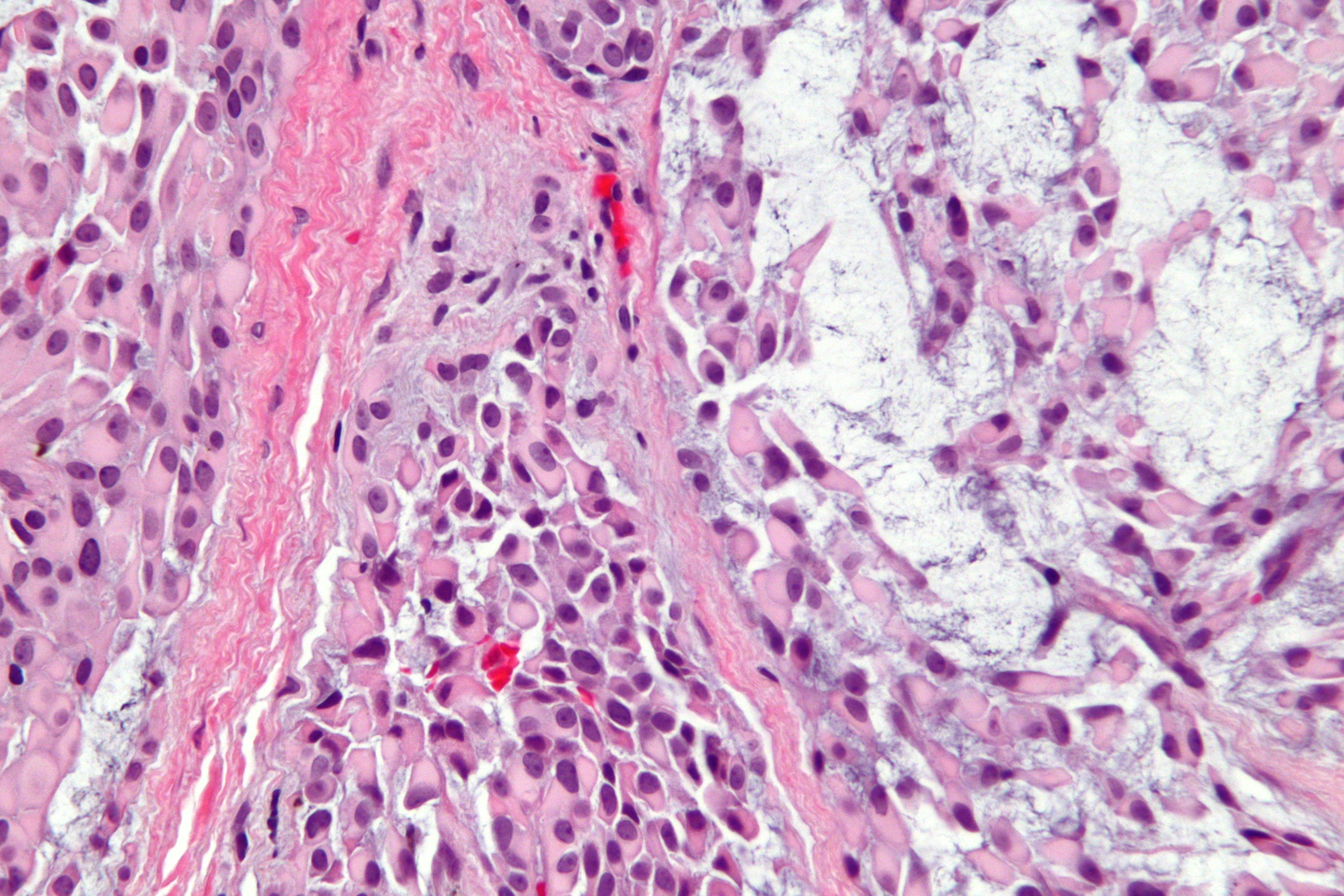
Миоэпителиома с миоэпителиальными клетками, похожими на плазматические клетки.

- Миоэпителиома головы и шеи — (обычно) доброкачественная опухоль головы/шеи, состоящая исключительно из миоэпителиальных клеток.
- Эпителиально-миоэпителиальная карцинома (слюнных желез) — злокачественная опухоль низкой степени злокачественности, состоящая как из неопластических эпителиальных, так и неопластических миоэпителиальных клеток (двухфазная опухоль).
- Эпителиально-миоэпителиальная карцинома легкого — злокачественная опухоль, состоящая как из эпителиальных, так и из миоэпителиальных тканей, патология которых напоминает слюнные клетки.
- Аденоэпителиома молочной железы — (обычно) доброкачественная опухоль молочной железы, состоящая из миоэпителиальных и адено (железистых) клеток.
- Миоэпителиома молочной железы — обычно доброкачественная или чрезвычайно редкая злокачественная опухоль молочной железы, которая имитирует IDC, но с клетками, напоминающими аденоидные кисты. Злокачественная опухоль также известна как миоэпителиальная карцинома.

## Использованная литература
1. ↑  Jules J. Berman. Neoplasms : principles of development and diversity. — Sudbury, Mass.: Jones and Bartlett Publishers, 2009. — xxiii, 429 pages с. — ISBN 978-0-7637-5570-6, 0-7637-5570-2.